# August 2009
Acest articol este generat integral pe baza informațiilor din articolul 2009 și este actualizat periodic de un robot.
 Editările făcute în articol vor fi șterse la următoarea actualizare! Dacă doriți să faceți modificări, editați articolul-sursă.

ianuarie -
februarie -
martie -
aprilie -
mai -
iunie -
iulie -
august -
septembrie -
octombrie -
noiembrie -
decembrie
August 2009 a fost a opta lună a anului și a început într-o zi de sâmbătă.

## Evenimente

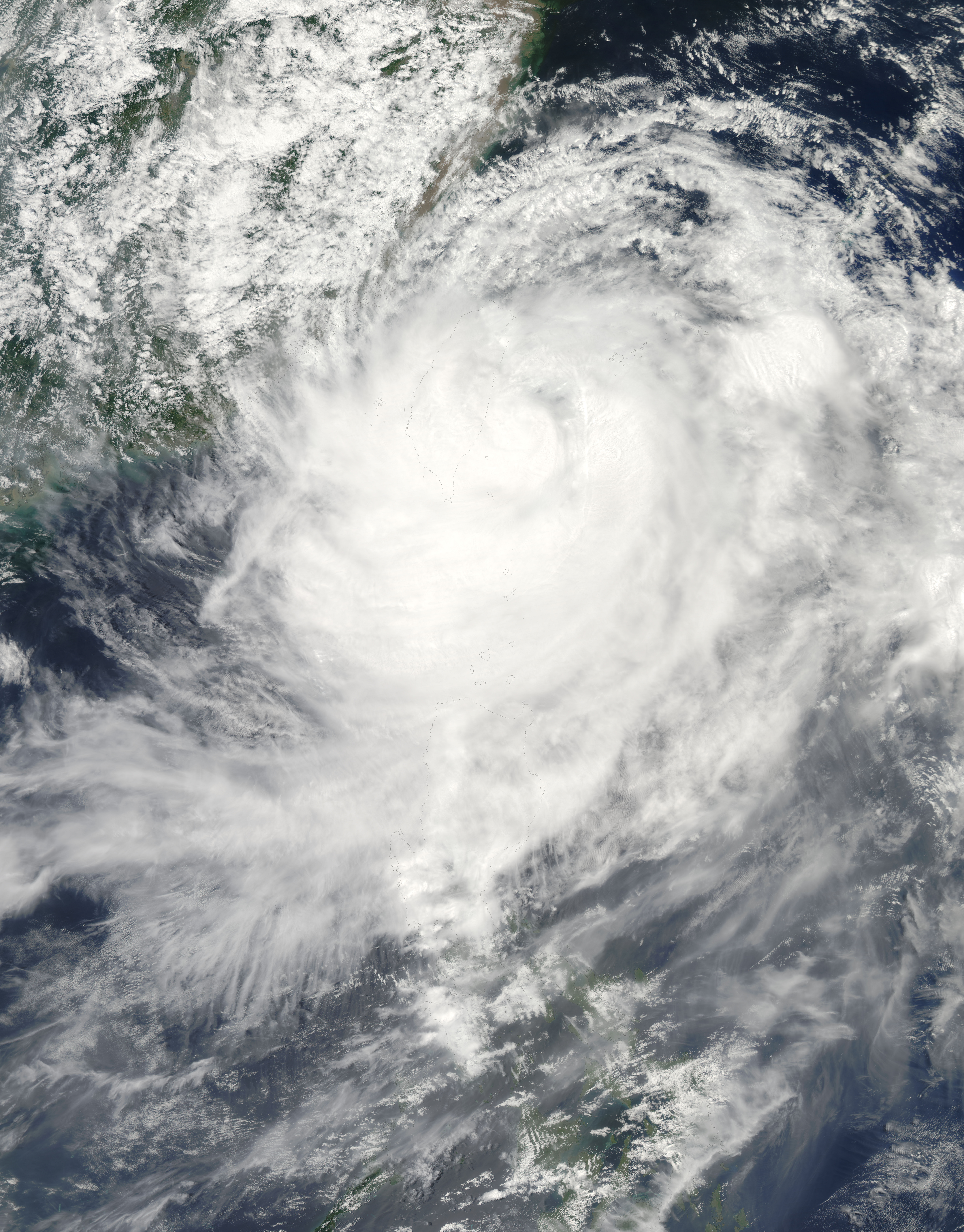
7 august: Taifunul Morakot

- 1 august: Anders Fogh Rasmussen devine Secretar General al NATO.
- 7 august: Taifunul Morakot lovește Taiwanul, omorând 500 de persoane și rănind 1000 de persoane, provocând cele mai grave inundații de pe insulă din ultima jumătate de secol.
- 15-23 august: Are loc cea de-a 12 ediție a Campionatului Mondial de Atletism de la Berlin.
- 16 august: Jamaicanul Usain Bolt stabilește un nou record mondial în proba de 100 m plat (9,58 sec.) din cadrul Campionatelor Mondiale de Atletism de la Berlin. Vechea performanță îi aparținea tot lui, fiind stabilită la Jocurile Olimpice de vară de la Beijing (9,69 sec.).
- 26 august: Madonna a concertat pentru prima dată în România în fața a aproximativ 70.000 de spectatori din Parcul Izvor din București.

## Decese
- 1 august: Corazon Aquino (María Corazón Cojuangco Aquino), 76 ani, al 11-lea președinte al statului Filipine (1986-1992), (n. 1933)
- 2 august: Constantin Condrea, 88 ani, poet, dramaturg, satiric și traducător român (n. 1920)
- 2 august: Hironoshin Furuhashi, 80 ani, înotător olimpic de freestyle, japonez (n. 1928)
- 4 august: Amos Kenan, scriitor, ziarist și artist plastic israelian (n. 1927)
- 6 august: Ileana Pociovălișteanu (Bulova, Lindt), 89 ani, cetățeană română (n. 1919)
- 7 august: Tamás Cseh, 66 ani, cântăreț, compozitor și interpret de muzică pop, maghiar (n. 1943)
- 7 august: Eru Potaka-Dewes, 70 ani, actor neozeelandez (n. 1939)
- 7 august: Tatiana Stepa, 46 ani, interpretă româncă de muzică folk (n. 1963)
- 8 august: Daniel Jarque (Daniel Jarque González), 26 ani, fotbalist spaniol (n. 1983)
- 11 august: Valeriu Lazarov, 73 ani, realizator român de programe TV (n. 1935)
- 12 august: Les Paul (n. Lester William Polsfuss), 94 ani, chitarist american (n. 1915)
- 15 august: Florin Bogardo, 64 ani, compozitor și cântăreț român (n. 1942)
- 18 august: Kim Dae-jung (Thomas More), 85 ani, al 15-lea președinte al Coreei de Sud (1998-2003), (n. 1924)
- 18 august: Robert Novak, 78 ani, cronicar⁠, jurnalist, prezentator de televiziune, autor și comentator conservator american (n. 1931)
- 20 august: Ion Săsăran, 75 ani, actor român (n. 1933)
- 24 august: Toni Sailer (Anton Engelbert Sailer), 73 ani, sportiv (schi) și actor austriac (n. 1935)
- 25 august: Robert Heppener, 84 ani, compozitor neerlandez (n. 1925)
- 25 august: Edward Kennedy (Edward Moore Kennedy), 77 ani, politician american, cel mai vechi membru al senatului SUA (n. 1932)
- 26 august: Abd al-Aziz al-Hakim, 56 ani, politician irakian (n. 1953)
- 27 august: Serghei Mihailovici Mihalkov, 96 ani, scriitor rus (n. 1913)
- 28 august: Günter Kießling, 83 ani, general german (n. 1925)
- 29 august: Chris Connor (n. Mary Loutsenhizer), 81 ani, cântăreață americană de jazz (n. 1927)
- 29 august: Frank Gardner, 78 ani, pilot australian de Formula 1 (n. 1930)
- 29 august: Paul Grosz, 84 ani, politician austriac de etnie evreiască (n. 1925)
- 29 august: Mady Rahl (n. Edith Gertrud Meta Raschke), 94 ani, actriță germană (n. 1915)
- 29 august: Dan Voiculescu, 69 ani, compozitor român de operă (n. 1940)
- 29 august: Dan Voiculescu, compozitor român (n. 1940)
- 31 august: Asbjørn Aarseth, 73 ani, istoric literar norvegian (n. 1935)